# Liste von Rebsorten
Die Weinrebe liegt in unterschiedlichen Sorten vor, die als Rebsorten bezeichnet werden. Die Liste von Rebsorten enthält mehr als 1500 Einträge, aufbauend auf den Daten von 48 Ländern aus dem Jahr 2010 gemäß der Quelle Anderson/Aryal. Diese Liste wurde mit weiteren Sorten ergänzt, die in Wikipedia beschrieben werden; bei diesen Sorten gibt es keine Flächenangaben.
Die in der Liste erfasste Weinbaufläche umfasst 4.603.498 ha. Bei den 48 Ländern fehlen in der Liste 97.553 ha Anbaufläche für Rotweinsorten und 127.306 ha für Weißweinsorten, weil die Sorte in der Quelle jeweils nicht erfasst wurde. Weitere bekannte Anbauflächen von Sorten wurden mit Literaturangabe in die Liste aufgenommen.
Zahlreiche Rebsorten sind regional unter zahlreichen Synonymen bekannt, in der folgenden Liste sind nur einige Synonyme angeführt. Eine vollständige Liste der Synonyme ist der VIVC-Datenbank zu entnehmen.
Legende:
- Rebsorte und wichtige Synonyme. Weitere Synonyme und sonstige Sortenangaben siehe VIVC.
- VIVC = Eintrag im Vitis International Variety Catalogue (VIVC)[3] des Instituts für Rebenzüchtung Geilweilerhof.
- Verw. = Verwendung als WWT = Weißweintraube, RWT = Rotweintraube, WT = Weintraube, TT  = Tafeltraube, RT = Rosinentraube, U = Unterlage
- H. = Herkunftsland (3-stelliger ISO-Code) laut VIVC (Stand August 2014)
- Spe. = Art oder Unterart
  - V.Vi. = Vitis Vinifera Linné Subsp. Vinifera
  - I.C. = Interspecific Crossing (interspezifische Kreuzung)
  - V.La. = Vitis Labrusca Linné
- Abstammung = Angabe der Kreuzungspartner (Stand August 2014 laut Quelle)
- Zü.J. = Jahr der Züchtung
- ha 2016 = Fläche in Hektar im Jahr 2016 laut Quelle[2]
- Anbauländer = Länder, in denen die Sorte angebaut wird (laut Quelle)

Hinweise zu Änderungen bzw. Ergänzungen siehe Diskussion.